# معتمدية نفزة
معتمدية نفزة إحدى معتمديات الجمهورية
التونسية، تابعة لولاية باجة. لها مناخ طبيعي متميز بغابات الفلين والوديان وتعرف كذلك بالفلاحة ومنطقة الزوارع الشاطئية.

## مواضيع ذات علاقة
- ولاية باجة.